# Semiothisa meadiaria
Semiothisa meadiaria är en fjärilsart som beskrevs av Alpheus Spring Packard 1874. Semiothisa meadiaria ingår i släktet Semiothisa och familjen mätare. Inga underarter finns listade i Catalogue of Life.